# Холлендер, Виктор
Виктор Холлендер (нем. Viktor Hollaender; 20 апреля 1866, Леобшютц, Силезия, королевство Пруссия — 24 октября 1940, Голливуд, Калифорния) — немецкий пианист, дирижёр и композитор еврейского происхождения. Брат композитора Густава Холлендера и писателя Феликса Холлендера, отец композитора Фридриха Холлендера.

## Биография
Изучал музыку в Новой Академии музыки (основанной Теодором Куллаком) в Берлине. Обучался по классу фортепиано у Франца Куллака. Брал уроки композиции у Отто Нейцеля и Альберта Беккера. Холлендер начинает активную музыкальную карьеру. С 1886 года он работал театральным и концертным дирижёром, в Гамбурге (театр Карла Шульце), Будапеште, Мариенбаде и Берлине. Затем, в 1890 году, работал в Новом немецком театре в Милуоки. После этого работал в Берлине (Театр Вальнер) и в Чикаго; затем была продолжительная работа в Лондоне, сначала в «Опера-Комик (Лондон)», а после в 1896 году, в цирке «Барнум и Бейли». Здесь Холлендер был музыкальным руководителем, а его жена Роза Перл была певицей в цирковом ревю.
В 1899 году семья вернулась в Берлин. Здесь в 1896 г. у них родился сын Фридрих.
В Берлине Холлендер преподавал в консерватории Штерна. В качестве музыкального руководителя и композитора работает в одном из первых немецких литературно-художественных кабаре «Убербреттль», основанном в 1901 году Эрнстом фон Вольцогеном.
В 1901 году Холлендер начинает также сотрудничать и с «Метрополитен Театр (Берлин-Митте)». Около десяти лет Холлендер работает в жанре оперетты и пишет так называемые ежегодные ревю. Его сочинения для танцевальных ревю и композиции для кабаре становились заметным общественным событием в Берлине. Некоторые композиции Холлендера исполнялись такими певцами, как Фрици Массари и Генри Бендер.
В России имя композитора Виктора Холлендера стало известно, в первую очередь, в связи с популярной композицией «Качели», которую режиссёр А. А. Брянский увидел в ревю «Auf in’s Metropol!», которое показывалось в 1905 году в берлинском театре-варьете «Винтергартен» и использовал для вставного номера в своей постановке оперетты «Веселая вдова» Франца Легара в петербургском театре «Буфф» в октябре 1906 года. Ноты и грампластинки с записью этой композиции в исполнении популярного русского опереточного певца М. И. Вавича пользовались большим успехом и издавались в Российской империи крупными тиражами.
В годы Первой мировой войны Виктор Холлендер продолжает создавать музыку к опереттам. В 1920-х годах Холлендер работал в основном театральным режиссёром. В 1934 году, после усиления антисемитской политики в нацистской Германии, Холлендер вынужден эмигрировать, вслед за своим сыном Фридрихом он уезжает в Голливуд.

## Творчество
Виктор Холлендер сочинил свою первую оперетту ещё во время обучения. Впоследствии он создавал музыку к разнообразным танцевальным ревю, номерам для кабаре, музыку к фильмам и к песням.
Наряду с Паулем Линке и Вальтером Колло, Холлендер был одним из самых популярных композиторов легкой музыки имперской эпохи.
Для некоторых произведений Виктор Холлендер использовал псевдоним — «Arricha del Tolveno».
Автор балета «Сумурун», оперетты «Марокканский бей» (1894), «Господа от Максима» («Максимисты») (1905), «Феликс» (1907) и ряда других произведений.